# Stephan Altensleben
Stephan Altensleben (* im 20. Jahrhundert) ist ein deutscher Jurist und Buchautor. Er war von 1991 bis 1998 Regierungspräsident in  Chemnitz.

## Leben
Altensleben wurde 1991 zum ersten Regierungspräsidenten in Chemnitz ernannt. 1998 wurde er pensioniert. Seither widmet sich Altensleben der Erforschung der spätmittelalterlichen und frühneuzeitlichen Herrschafts- und Rechtskultur im Fichtelgebirge und Erzgebirge. Sein Forschungsschwerpunkt liegt hierbei im Bereich der Rechtsikonographie und Rechtlichen Volkskunde. Er lebt in Hof.

## Publikationen
- Gute Nachbarn – schlechte Nachbarn, Friedrich-Naumann-Stiftung, Kottenheide 1999[1]
- Das Gerichtswesen in Penig, 2011[2]
- Vergessene Botschaften: Über spätmittelalterliche und frühneuzeitliche Inschriften zur Herrschafts- und Rechtskultur, in: Signa Juris 1, 2008, S. 29–49.
- Politische Ethik im Späten Mittelalter: Kurfürstenreime, Autoritätensprüche und Stadtregimentslehren im Kölner Rathaus, in: Wallraf-Richartz-Jahrbuch 64, 2003, S. 125–185
- Die höchst moralischen Reden von Hurenwirt und Hurenbock am Alten Rathaus von Bad Kissingen, in: Frankenland, Zeitschrift für fränkische Landeskunde und Kulturpflege, Nr. 58, 2006,  S. 4–25
- Eine unbekannte Inschrift im Rathaus der alten Bergstadt Marienberg, in: Forschungen zur Rechtsarchäologi und zur Rechtlichen Volkskunde, 24, 2006, S. 57–77
- Das Erzgebirge in Reiseführern um 1900. In: Erzgebirge – Heimat und domov,  Materialienband zum 8. Deutsch-Tschechischen Begegnungsseminar Gute Nachbarn – Schlechte Nachbarn?,  Lang, Frankfurt am Main, 2006 ISBN 3-63155027-8